# Two Sigma Investments
Two Sigma Investments est un fonds spéculatif basé à New York qui a recours à un ensemble de technologies, parmi lesquelles l'intelligence artificielle, l'apprentissage automatique et le calcul distribué, pour ses stratégies de trading,. Le fonds est dirigé par John Overdeck et David Siegel, et il gère 35 milliards de dollars en 2016.

## Référence
1. ↑  (en) « About Two Sigma » (consulté le 7 février 2016)
2. ↑  (en) « Two Sigma Investments » (consulté le 31 juillet 2014)
3. ↑  (en) Nathan Vardi, « Two Sigma Investments Is Having a Great Year And Becoming A Hedge Fund Powerhouse », sur Forbes, 11 juillet 2014